# Mercedes-Benz-Werk Wörth
Das Mercedes-Benz-Werk Wörth ist ein Lkw-Montagewerk der Daimler Truck AG in Wörth am Rhein und gilt als das größte Lkw-Werk der Welt. Es hat eine Grundfläche von 2.883.072 m² und eine Gebäudefläche von 627.920 m². Die Tagesproduktion liegt bei bis zu 470 Fahrzeugen (Stand Juli 2018). 10.326 Mitarbeiter arbeiteten Ende 2019 im Werk Wörth. Die reine Produktionsfläche beträgt 480.000 Quadratmeter.

## Lage und Verkehrsanbindung

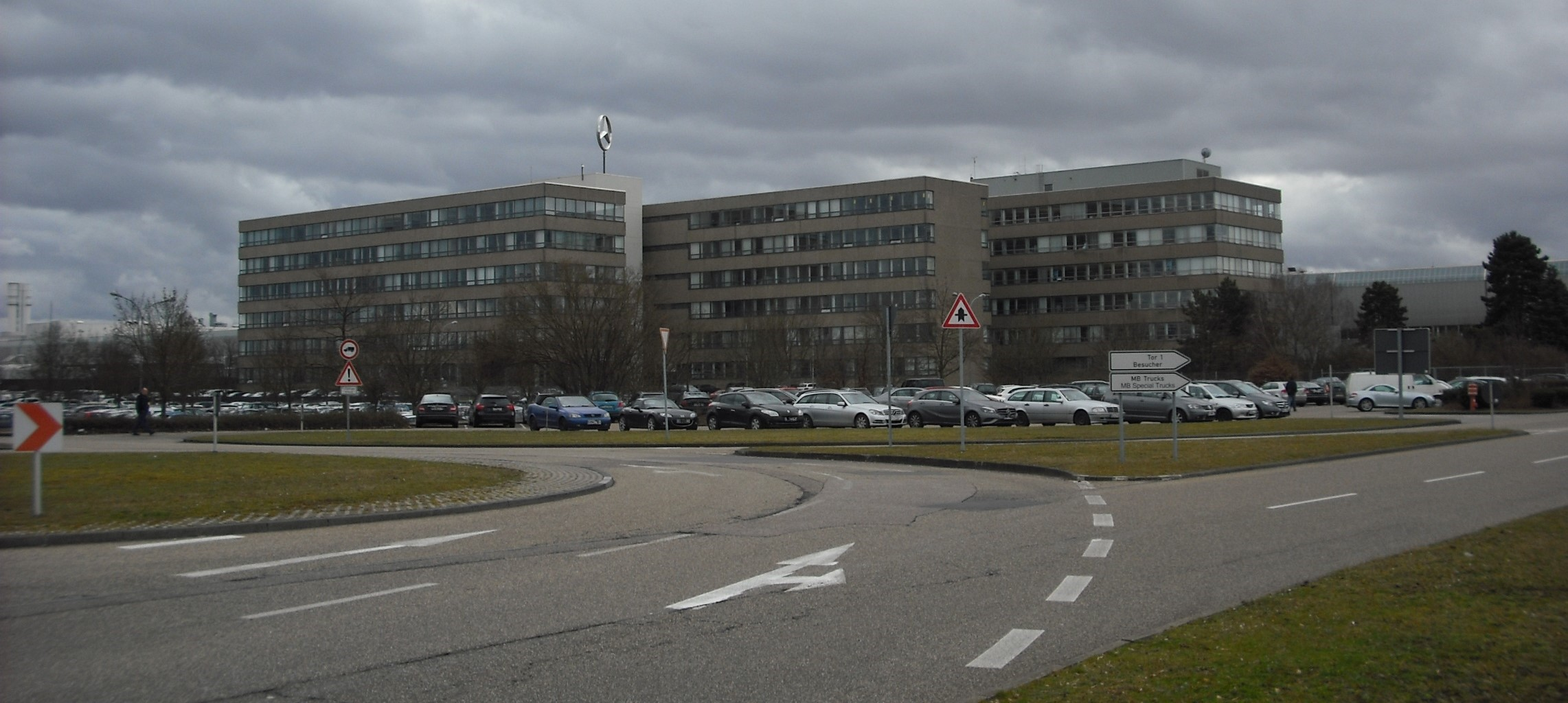
Verwaltungsgebäude bei Tor 1

Das Werk befindet sich östlich der Bundesstraße 9 und nördlich der Bundesstraße 10. Es grenzt im Norden an den Hafen Wörth. Die Zufahrt für Pkw und Besucher führt über die Daimlerstraße, die Zufahrt für Lkw und Lieferanten über die Mercedesstraße. Das Werk hat einen Gleisanschluss an das Industriestammgleis zwischen dem Bahnhof und dem Hafen Wörth, das 1964 errichtet wurde. Das Entwicklungs- und Versuchszentrum befindet sich nördlich des Werks zwischen der Bundesstraße 9, der Hafenstraße und der Mobilstraße. In Maximiliansau zählt das Gelände des ehemaligen Holzhof Schenck südlich der Bundesstraße 10 zwischen Rhein und dem östlichen Ortsrand zum Werksgelände.
Die Montagehalle ist 1000 m lang und 50 m breit. Das Werk Wörth ist der zweitgrößte Arbeitgeber des Bundeslandes Rheinland-Pfalz. Es liefert Komplettfahrzeuge und CKD-Bausätze in mehr als 150 Länder. In Europa stammt fast jeder dritte Lastwagen zwischen 6,5 und 16 Tonnen aus dem Mercedes-Benz Werk-Wörth, in Deutschland fast jeder zweite.

## Produktion

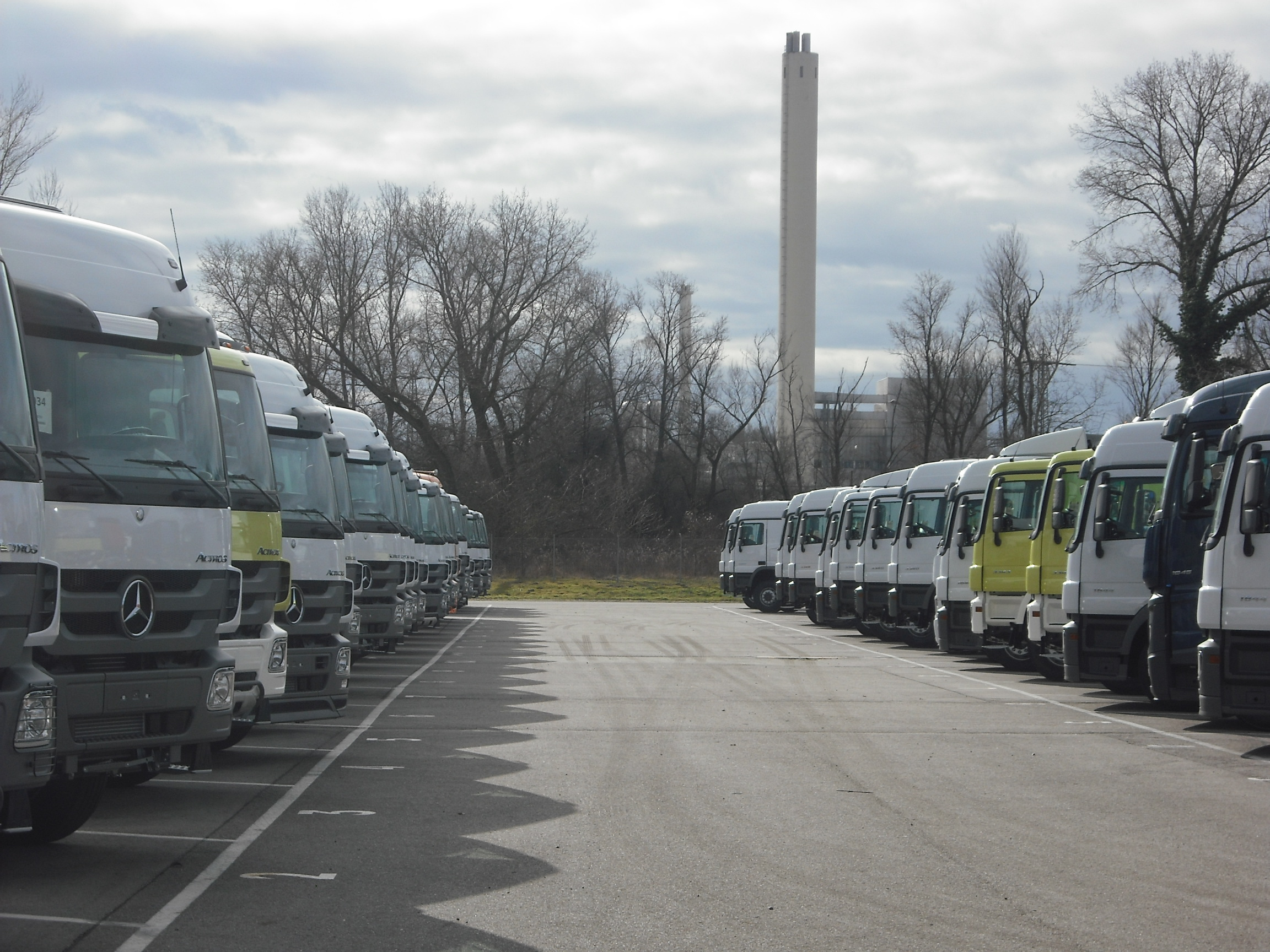
Neu produzierte Mercedes-Lkw auf einer Abstellfläche beim Hafen Wörth. Im Hintergrund der Kamin des zum Werk gehörigen Kraftwerks

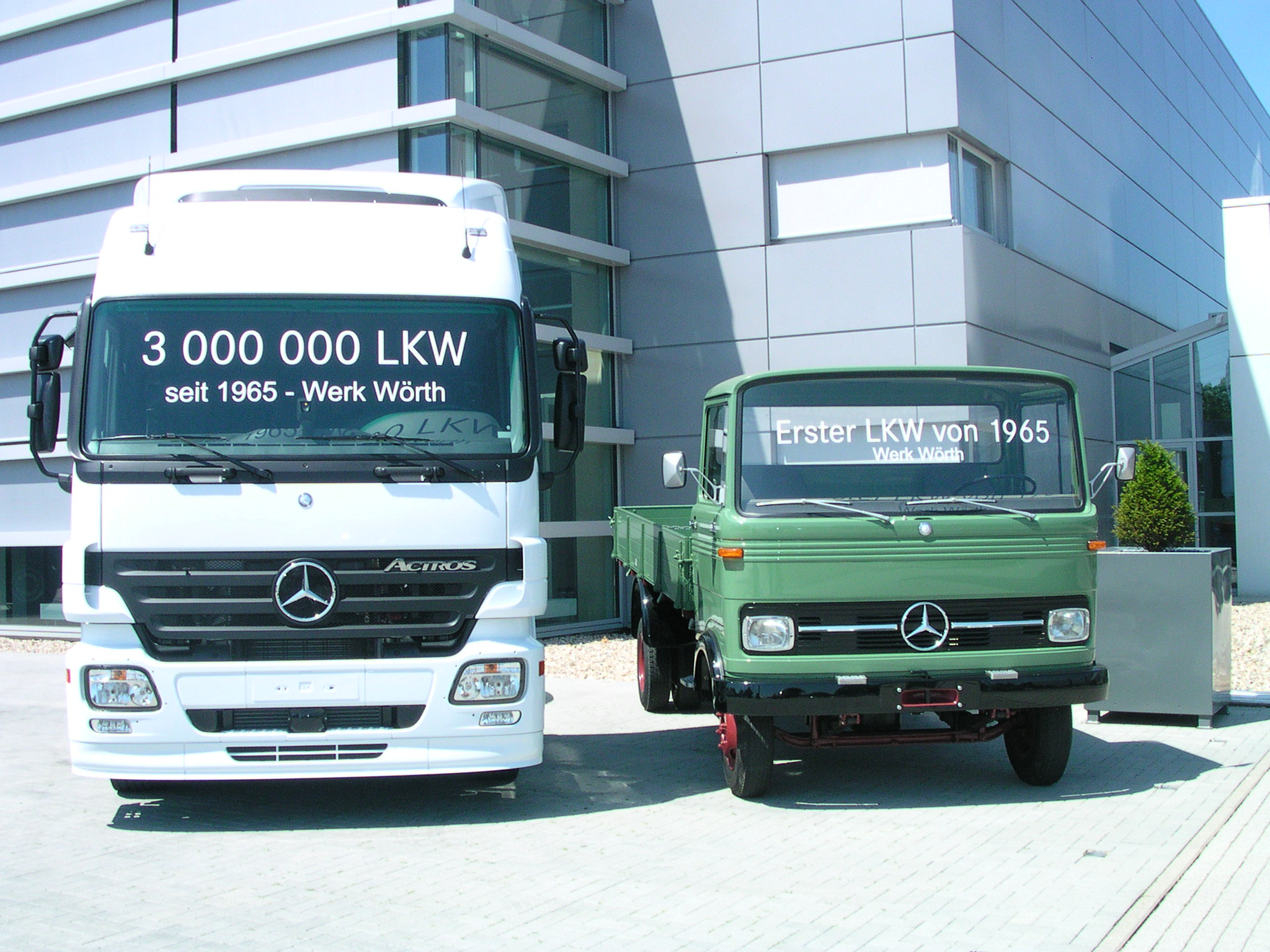
Der erste und der dreimillionste LKW aus dem Werk Wörth (Juli 2006)

In Wörth werden folgende Mercedes-Benz-Lkw hergestellt:
- Actros: schwere Klasse für den Einsatz im Fernverkehr, im Schwerverkehr und im Bauverkehr
- Arocs: schwere Klasse für den Einsatz im Baugewerbe
- Atego: Verteilerverkehr in der Stadt
- Econic: Kommunal-, Sammel- und Verteilerverkehr
- Unimog: Geländegängiges Fahrzeug als Geräteträger
- Zetros: hochgeländegängiger, schwerer Lkw

Econic, Unimog und Zetros gehören zum Produktbereich Sonderfahrzeuge. Dieser hatte 2012 1054 Beschäftigte. Das Produktionsleistungszentrum Wörth hatte 2012 7941 Beschäftigte, die dekonzentrierten Bereiche (inkl. Vertrieb und EVZ) 2956.
Ein Teil der Produktion wird als Teilebausatz (Completely Knocked Down, CKD) ausgeliefert.
2013 liefen täglich bis zu 470 neue Lkw vom Band.
1971 lief in Wörth der 250.000., 1980 der einmillionste Lkw vom Band. 1991 wurde die Zahl von 1,5 Millionen Lkw erreicht. Im Juli 2006 wurde der dreimillionste Lkw ausgeliefert. Die Gesamtproduktion seit 1965 beträgt mehr als 3,6 Millionen Lkw. Rund 60 Prozent der Produktion wird in insgesamt mehr als 150 Länder exportiert.

## Geschichte

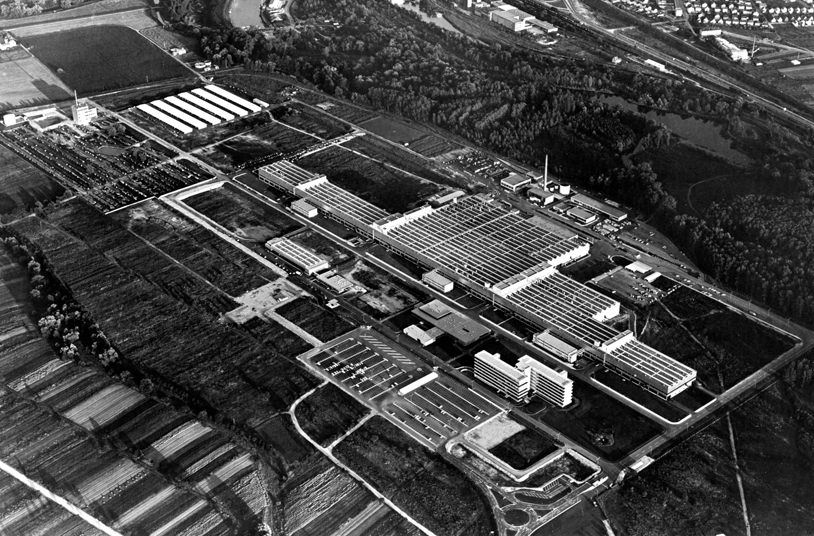
Das Werk von Nordwesten im Jahr 1967

1960 kaufte die damalige Daimler-Benz AG 1,5 Millionen m² Grund bei Wörth für den Bau eines Werks. Ursprünglich war geplant, in Wörth ein Motorenwerk zu errichten, das die Lkw-Werke in Mannheim (für leichte Fahrzeuge zwischen sechs und zwölf Tonnen Gesamtgewicht) und Gaggenau (für schwere Lkw über zwölf Tonnen) beliefern sollte. 1963 beschloss das Unternehmen, dass das Werk Wörth zum zentralen Lkw-Werk ausgebaut werden sollte und die Werke Gaggenau und Mannheim die Lkw-Fertigung und das Werk Sindelfingen die Fahrerhaus-Fertigung nach Wörth abgeben sollten. Geplant war damals eine Produktionseinheit von etwa 200 bis 220 Lkw am Tag und damit rund 50000 Lkw im Jahr.
Das Werk wurde ab 1962 nach Plänen von Karl Kohlbecker errichtet. 1965 entstand der Verwaltungsneubau, 1966 eine Zentralküche sowie eine  Cafeteria mit Casino.
Am 1. Oktober 1963 begann die Fertigung von Fahrerhaus-Rohbauten in Wörth. Ab Ende 1964 wurden auch komplett lackierte Fahrerhäuser ausgeliefert, ab Frühjahr 1965 Fahrerhäuser einschließlich Innenausbau. Am 14. Juli 1965 rollte der erste komplette Lkw in Wörth vom Band. Es handelte sich um das Modell Mercedes-Benz Leichter Frontlenker LP 608, einer neuen Baureihe von leichten Lkw, die bis 1984 in Wörth gebaut wurde. 1966 wurde bereits die ursprünglich geplante Produktionskapazität erreicht, als der Bau von mittelschweren Lastwagen und die Produktion der Fahrzeugbausätze für den Versand in andere Montagewerke hinzukam.
1972 wurde das neue zentrale Ersatzteillager Nutzfahrzeug-, Omnibus- und Unimog-Teile in Wörth eingerichtet. 1976 war ein Hochregallager fertiggestellt. 1990 wurde in Germersheim das Global Logistics Center (GLC) in Betrieb genommen und Teile des Lagers aus Wörth nach Germersheim verlegt. Nach 1991 wurden rund 4000 Arbeitsplätze abgebaut.
1996 übernahm die damalige Sommer Allibert Industries (SAI) die 1977 eingerichtete Kunststoffteile-Fertigung des Lkw-Werks von Mercedes-Benz mit damals rund 600 Beschäftigten. Im Jahr 2000 wurde SAI von Faurecia übernommen, die Schließung des Werks mit zuletzt 125 Beschäftigten zum 30. Juli 2013 vereinbart.
Ab 2000 errichtete die ipw GmbH, ein Unternehmen im Eigentum des Landkreises Germersheim, den Industriepark Wörth auf dem Werksgelände. Die dort errichteten drei Hallen wurden an Zulieferer vermietet. Anfangs arbeiteten im Industriepark 50 Arbeitnehmer, seit 2004 sind es im Durchschnitt 163 Beschäftigte. Die Gesamtfläche beträgt rund 40.000 m², davon etwa 13.500 m² Produktionsfläche. Folgende Unternehmen waren 2010 im Industriepark ansässig:
- Grammer Wörth GmbH, Fahrersitze
- Magna Seating (Germany) GmbH, Liege und Staukästen
- Fritzmeier Composite GmbH & Co.KG, Windleitsysteme
- Fritzmeier Composite GmbH & Co.KG, Ablage über Windschutzscheibe
- Thomas GmbH & Co. Technik und Innovation KG, Liegen
- Inteva Products Wörth GmbH & Co. KG, Türinnenmodule
- Sole G.m.b.H., Armaturentafel und Kotflügel
- Daimler FleetBoard GmbH, fahrzeug- und transportbezogene Telematikdienste[15][16]

2002 bis 2004 entstanden die 100 Tage Halle und das Branchen-Informationszentrum als Erweiterung des Kundencenters.

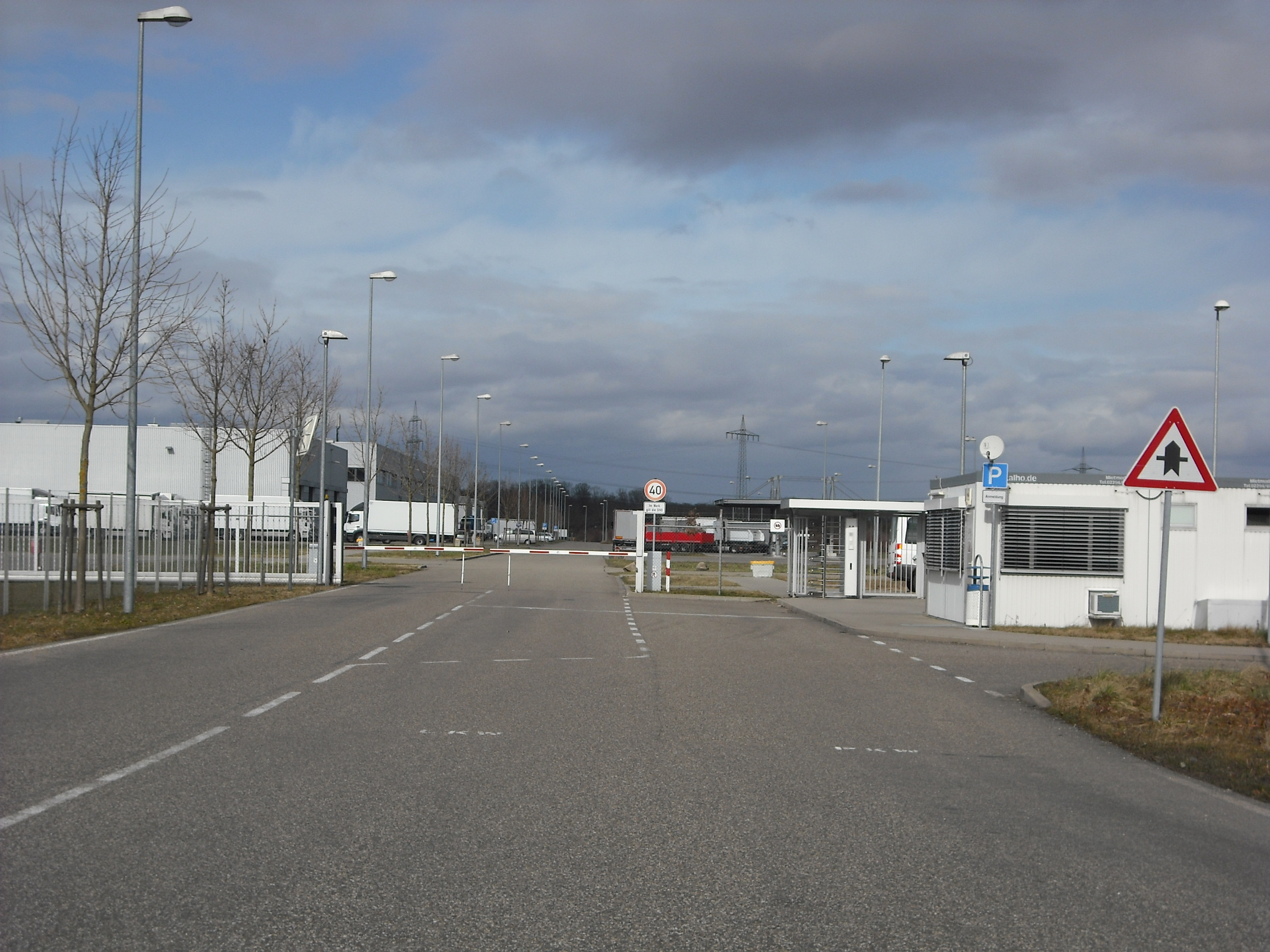
Zufahrt zum Entwicklungs- und Versuchszentrum

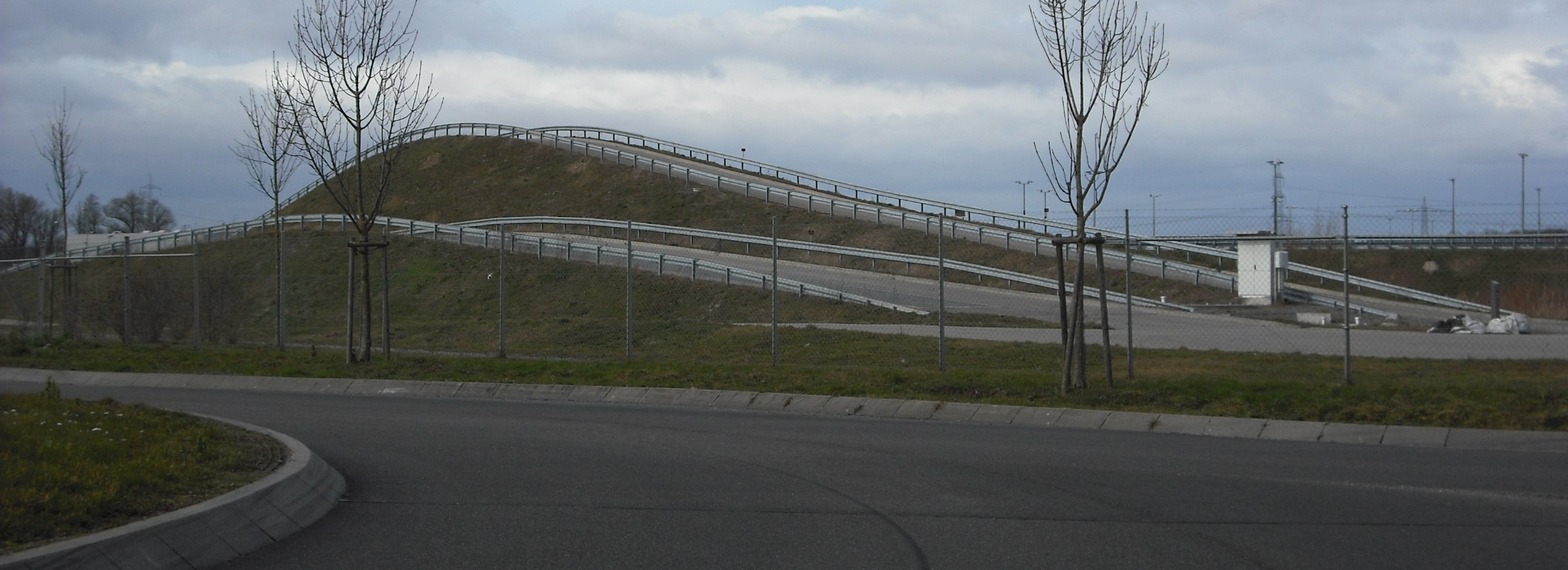
Steigungsstrecken im Entwicklungs- und Versuchszentrum

2008 wurde ein Entwicklungs- und Versuchszentrum (EVZ) für Lkw eröffnet. Es befindet sich in der Nähe des Werks beim Hafen Wörth. Es hat eine Fläche von 550.000 m². Es wurde zwischen 2005 und 2008 für 80 Millionen Euro gebaut. Das EVZ besteht aus einer inneren Fläche mit mehreren Schlechtwetterstrecken und vierzehn verschiedenen Fahrbahnprofilen, den äußeren Fahrbahnen mit unterschiedlichen Neigungswinkeln, die der Funktionserprobung dienen, und Werkstatt- und Bürogebäude. In dem Zentrum sind 300 Mitarbeiter beschäftigt. Die Planung stammte ebenfalls vom Gaggenauer Büro Kohlbecker.
2013 wurde ein Blockheizkraftwerk zur Eigenenergieerzeugung in Betrieb genommen.
Zwischen Juni 2018 und Januar 2020 wurde das bisherige Bürogebäude um einen Anbau mit Werkstatthalle und einer eigenen Kantine erweitert.

### Produzierte Modelle
Von 1965 bis 1984 wurde die LP-Baureihe gebaut. Ab 1973 kam die Mercedes-Benz-NG-Reihe hinzu, die 1988 von der Schweren Klasse (bis 1998) abgelöst wurde. Zwischen 1983 und 1998 wurde die leichtere LN-Baureihe gebaut, auf die 1998 der Atego folgte. Ab 1996 rollte der Actros vom Band und von 2001 bis 2013 der Axor. 2002 wurde die Produktion des Unimog von Gaggenau nach Wörth verlegt. 2003 wurde die Econic-Produktion von Zwickau nach Wörth verlegt. 2007 startete die Produktion des Unimog U 20. 2009 begann die Produktion des Zetros. Von 2012 bis 2017 wurde der Antos produziert.

### Entwicklung der Produktionsmenge und der Mitarbeiterzahl
| Jahr | Anzahl der Mitarbeiter | davon Leiharbeiter | Produzierte Fahrzeuge inkl. CKD |
| ---- | ---------------------- | ------------------ | ------------------------------- |
| 1963 | 100                    |                    |                                 |
| 1965 | 2.600                  |                    |                                 |
| 1966 |                        |                    | >48.000                         |
| 1967 | 4.188                  |                    | 53.000                          |
| 1969 | 6.673                  |                    |                                 |
| 1971 | 6.737                  |                    |                                 |
| 1973 | 8.201                  |                    |                                 |
| 1975 | 8.687                  |                    | 105.200                         |
| 1977 | 8.853                  |                    |                                 |
| 1979 | 9.622                  |                    |                                 |
| 1981 | >10.000                |                    | 110.125                         |
| 1986 |                        |                    | ~70.000                         |
| 1988 | 11.586                 |                    | 82.422                          |
| 1991 | 15.035                 |                    | >102.000                        |
| 1993 |                        |                    | 57.093                          |
| 1998 | 8.681                  |                    | >90.000                         |
| 2000 | 8.400                  |                    | 86.852                          |
| 2001 | 8.097                  |                    | 79.902                          |
| 2002 | 8.136                  |                    | 75.117                          |
| 2003 |                        |                    | 85.310                          |
| 2004 | 8.933                  |                    | 100.740                         |
| 2005 |                        |                    | 102.913                         |
| 2006 | 10.000                 |                    | 101.973                         |
| 2007 | 10.900                 |                    | 108.469                         |
| 2008 | 11.770                 |                    | 117.280                         |
| 2009 | 11.140                 |                    | 47.745                          |
| 2010 | 10.840                 |                    | 76.836                          |
| 2011 | 11.670                 |                    | 97.972                          |
| 2012 | 11.819                 |                    | 93.938                          |
| 2013 | ~12.000                | 700                | 103.058                         |
| 2014 | ~11.000                | 300                | 93.299                          |
| 2015 | 11.485                 | 450                | 101.434                         |
| 2016 | 11.100                 | 330                | 97.000                          |
| 2017 | 11.050                 | 790                | ~100.000                        |
| 2018 | 11.180                 | rd. 900            | 100.789                         |
| 2019 | 10.700                 | rd. 380            | 85.133                          |
| 2020 | 10.350                 | 350                | 65.562                          |
| 2021 |                        |                    | 69.493                          |
| 2022 |                        |                    | 91.085                          |
| 2023 |                        |                    | 96.923                          |

Laut den Umwelterklärungen verteilt sich die Beschäftigtenzahl am Standort Wörth wie folgt:
| Jahr | Standort Wörth | Produktionsleistungs- zentrum Wörth | Produktbereich Sonderfahrzeuge | Vertrieb Lkw | Dekonzentrierte Bereiche | Entwicklungs- und Versuchszentrum |
| ---- | -------------- | ----------------------------------- | ------------------------------ | ------------ | ------------------------ | --------------------------------- |
| 2002 | 9.074          | 7.684                               | 372                            | 318          |                          |                                   |
| 2005 | 10.397         | 8.322                               | 739                            | 307          | 1.029                    |                                   |
| 2006 | 10.750         | 8.609                               | 813                            | 320          | 1.008                    |                                   |
| 2007 | 10.726         | 7.829                               | 838                            | 340          | 1.691                    | 28                                |
| 2008 | 11.949         | 8.753                               | 949                            | 363          | 1.699                    | 185                               |
| 2009 | 10.486         | 7.214                               | 1.078                          | 337          | 1.631                    | 226                               |
| 2010 | 10.765         | 6.816                               | 1.067                          |              | 2.882                    |                                   |
| 2011 | 11.638         | 7.589                               | 1.060                          |              | 2.989                    |                                   |
| 2012 | 11.951         | 7.941                               | 1.054                          |              | 2.956                    |                                   |

Seit 2000 verteilte sich die Zahl der produzierten Fahrzeuge laut den Umwelterklärungen des Werks wie folgt:
|                       | 2000   | 2001   | 2002   | 2003   | 2004    | 2005    | 2006    | 2007    | 2008    | 2009   | 2010   | 2011   | 2012   | 2013    | 2014   | 2015    |
| --------------------- | ------ | ------ | ------ | ------ | ------- | ------- | ------- | ------- | ------- | ------ | ------ | ------ | ------ | ------- | ------ | ------- |
| CBU Lkw               |        |        |        |        |         |         |         | 99.758  | 105.165 | 41.596 | 68.020 | 86.994 | 79.072 | 86.533  | 79.232 | 89.202  |
| CKD Lkw               |        |        |        |        |         |         |         | 5.712   | 8.205   | 2.842  | 5.626  | 7.852  | 11.413 | 12.684  | 11.705 | 8.324   |
| Summe Lkw             | 86.852 | 79.902 | 72.957 | 82.532 | 98.185  | 100.229 | 98.830  | 105.470 | 113.370 | 44.438 | 73.646 | 94.846 | 90.485 | 99.217  | 90.937 | 97.526  |
| CBU Sonderfahrzeuge   |        |        |        |        |         |         |         |         |         | 3.305  | 3.165  | 3.108  | 3.453  | 3.821   | 2.139  | 3.178   |
| CKD Sonderfahrzeuge   |        |        |        |        |         |         |         |         |         | 2      | 25     | 18     | 0      | 20      | 223    | 730     |
| Summe Sonderfahrzeuge |        |        | 2.160  | 2.778  | 2.555   | 2.684   | 3.143   | 2.999   | 3.910   | 3.307  | 3.190  | 3.126  | 3.453  | 3.841   | 2.362  | 3.908   |
| Fahrzeuge gesamt      | 86.852 | 79.902 | 75.117 | 85.310 | 100.740 | 102.913 | 101.973 | 108.469 | 117.280 | 47.745 | 76.836 | 97.972 | 93.938 | 103.058 | 93.299 | 101.434 |

### Entwicklung der Werksfläche
1960 hatte die Daimler-Benz AG 1,5 Millionen m² Fläche von der Gemeinde Wörth gekauft.
2002 wurde das Gelände der ehemaligen Deutschen Linoleum-Werke bei Maximiliansau südlich des Mercedes-Benz-Werks verkauft. Es war nach 1970 von Mercedes-Benz gekauft worden.
Ab dem Jahr 2007 ist in der Werksfläche das Entwicklungs- und Versuchszentrum (EVZ) sowie das Schenck-Gelände in Maximiliansau mit bilanziert. 2008 vergrößerte sich das Werksgelände um etwa 10.000 m² durch den Kauf eines Grundstücks westlich der B 9 an der Mercedesstraße, auf dem vorher der Betrieb Wörth der Mercedes-Benz-Niederlassung Landau untergebracht war.
| Jahr | Werksfläche  | davon versiegelt | Gesamtgebäudefläche |
| ---- | ------------ | ---------------- | ------------------- |
| 2000 | 2.422.826 m² | 1.454.474 m²     |                     |
| 2002 | 2.312.363 m² | 1.381.955 m²     |                     |
| 2005 | 1.993.413 m² | 1.361.506 m²     |                     |
| 2006 | 1.995.485 m² | 1.372.187 m²     |                     |
| 2007 | 2.870.501 m² | 1.519.513 m²     |                     |
| 2008 | 2.880.236 m² | 1.637.971 m²     |                     |
| 2009 | 2.883.072 m² | 1.762.189 m²     | 605.238 m²          |
| 2010 | 2.883.072 m² | 1.767.286 m²     | 625.551 m²          |
| 2011 | 2.883.072 m² | 1.770.834 m²     |                     |
| 2012 | 2.883.072 m² | 1.771.809 m²     | 627.920 m²          |
| 2013 | 2.883.072 m² | 1.771.987 m²     |                     |
| 2014 | 2.883.072 m² | 1.772.639 m²     |                     |

## Sonstiges
Mercedes-Benz Trucks hat sich das Ziel gesetzt, den Lieferverkehr in das Werk Wörth bis Ende 2026 zu 100 Prozent zu elektrifizieren.